# Epoligosita shihezica
Epoligosita shihezica is een vliesvleugelig insect uit de familie Trichogrammatidae. De wetenschappelijke naam is voor het eerst geldig gepubliceerd in 2006 door Hu, Lin & Huang.